# Barbara Hall
Pour les articles homonymes, voir Hall et Barbara Hall (homonymie).
Barbara Hall (9 septembre 1919 - 28 avril 2014) est une dessinatrice de comics américaine.

## Biographie
Isabelle Daniel Hall naît le 9 septembre 1919 à Tucson dans l'Arizona. Ses deux parents, John Hall Jr. et Isabelle Daniel (Jones) Hall sont journalistes. Après des études en art à Los Angeles elle déménage à New York en 1940. Elle présente en 1941 son portfolio aux responsables de Harvey Comics qui l'engagent aussitôt. Elle prend comme nom de plume Barbara Hall. Elle dessine d'abord la série Black Cat puis la série Girl Commando. Celle-ci dérive d'un épisode de la série Pat Parker, War Nurse dans lequel l'héroïne recrute des femmes de différentes nationalités pour lutter contre le nazisme. En 1942, Barbara Hall crée la série Honey Black dont les aventures sont publiées dans le comics Green Hornet. Elle continue à dessiner Pat Parker jusqu'en 1943 et laisse la série Girl Commando à Jill Elgin. Cette année elle se marie au dramaturge Irving Fiske et prend le nom de Barbara Hall Fiske. Elle abandonne alors le monde des comics pour se consacrer à la peinture. En 1946, elle fonde avec son mari une communauté nommée Quarry Hill Creative Center située à Rochester dans le Vermont. Elle a deux enfants Isabella et William. Dans les années 1960 elle ouvre une galerie à East Village à New York. Dans les années 1970 elle divorce. Elle reprend ses études au Vermont College à Montpelier où elle rencontre Donald W. Calhoun avec qui elle se marie en 1989. Elle prend alors le nom de Barbara Calhoun. Elle devient quaker comme son mari. Elle meurt le 28 avril 2014 au Brookside Nursing Home à White River Junction.